# خدمة معلومات الأمن
خدمة معلومات الأمن (BIS) (بالتشيكية: Bezpečnostní informační služba)‏، هي وكالة الاستخبارات الوطنية المحلية الرئيسية للجمهورية التشيكية. وهي مسؤولة عن جمع وتحليل وإعداد التقارير ونشر المعلومات الاستخبارية حول التهديدات التي يتعرض لها الأمن القومي للجمهورية التشيكية، وإجراء العمليات، السرية والعلنية، محليًا وخارجيًا. كما تقدم تقارير إلى حكومة الجمهورية التشيكية وتقدم لها المشورة بشأن قضايا وحالات الأمن القومي التي تهدد أمن الأمة.
يقع مقرها في ستودلكي، براغ 5. تقدم دائرة المعلومات الأمنية تقاريرها مباشرة إلى الحكومة ورئيس الوزراء ورئيس الجمهورية التشيكية وتشرف عليها اللجنة الدائمة لمجلس النواب.

## روابط خارجية
- الموقع الرسمي
- الموقع الرسمي
 باللغة التشيكية
- Security Information Service على موقع واي باك مشين (archive index)
- " BIS (خدمة مكافحة التجسس التشيكية) في التحول ، 1994-2014 " ، يو تشنغ ، أكاديمية المخابرات الأوروبية ، جامعة تشارلز في براغ ، يوليو 2014